# マックス・ドイッチュ
マックス・ドイッチュ（Max Deutsch, *1892年11月17日 ウィーン - †1982年11月22日 パリ）は、オーストリア出身のフランスの作曲家・指揮者・音楽教育家。

## 略歴
アルノルト・シェーンベルクに作曲を師事。1925年にパリに「ユダヤ劇場」を開設して、シェーンベルクやウェーベルン、ベルクの作品の多くをフランス初演した。1940年から1945年まで外国人部隊に加わり参戦した。後にパリで音楽教育者の重鎮となった。映画音楽の作曲家としても活動し、1923年にゲオルク・ヴィルヘルム・パプスト監督の「宝物」に楽曲を提供した。音楽教育者ないしは音楽評論家としては、シェーンベルクと「新ウィーン楽派」が、ウィーン古典派の正統的な伝統の、とりわけモーツァルトの作風の継承者であると主張したことで知られている。
第二次世界大戦後、ドイチュは多くの作曲家へプライベートで作曲のみならず、音楽分析を教えた。シルヴァーノ・ブッソッティを育てたことは氷山の一角にすぎず、育て上げた弟子は100人を下らない。その指導法は「母国のオペラ作品を徹底研究させる」というもので、ブッソッティがドイチュの個人指導で見せたものはすべてイタリア・オペラの分析であった。

## 主要作品
- Schach, opera (1923)
- Der Schatz, revue (Moulin Rouge) and film music for Georg Wilhelm Pabsts (1923)
- Die freudlose Gasse (1925)
- Apotheosis, opera (1972)
- The Flight, incidental music for the play Tristan Tzara
- Prayer for us carnal, choral symphony with a text by Charles Peguy
- Choirs of men from Vinci